# Raveniola fedotovi
Espèce
Synonymes
- Brachythele fedotovi Charitonov, 1946

Raveniola fedotovi est une espèce d'araignées mygalomorphes de la famille des Nemesiidae.

## Distribution
Cette espèce est endémique d'Ouzbékistan. Elle se rencontre dans les monts Hissar, Kugitang, Baisuntau et Zeravchan.

## Description
Le mâle décrit par Zonstein et Esyunin en 2023 mesure 6,90 mm et la femelle 15,05 mm.

## Systématique et taxinomie
Cette espèce a été décrite sous le protonyme Brachythele fedotovi par Charitonov en 1946. Elle est placée dans le genre Raveniola par Zonstein en 1987.

## Étymologie
Cette espèce est nommée en l'honneur de Dmitry Mikhailovich Fedotov (1888–1972).

## Publication originale
- Charitonov, 1946 : « New forms of spiders of the USSR. » Izvestija Estestvenno-Nauchnogo Obshestva pri Molotovskom Universitete, vol. 12, p. 19-32.